# Baleaarse slingeraars
Baleaarse slingeraars waren een vorm van slingeraars in de oudheid afkomstig van de Balearen. 
Hun opleiding begon al op jonge leeftijd. Volgens sommige bronnen werden ze getraind om door zeer kleine gaatjes te vuren op afstanden van 200 meter. Dit maakte ze zeer gevreesd, omdat sommige slingeraars 6-12 kogels van 30-80 gram, en sommigen zelfs tot 500 gram, per minuut konden afvuren. Met deze herlaadsnelheid en accuratie vormden ze een extreem dodelijke eenheid die bijna nooit miste. Ze droegen drie slingers: een lange om hun middel voor lange afstand, een middellange rond hun pols voor middellange afstand, en een kleine rond het hoofd voor korte afstand. Ze hadden ook een geitenleren schild en een javelijn met een ijzeren punt, of een houten javelijn gehard in vuur. Deze javelijnen dienden om man-tegen-man te vechten. Het waren huurlingen die voor zowel de Romeinen als de Carthagers hebben gevochten. Ze werden voor het eerst genoemd in de helft van de 4e eeuw voor Christus. Toen vochten ze in Sardinië en Selinunte gedurende de tweede Siciliaanse oorlog. Later vochten ze ook in de derde Siciliaanse oorlog onder leiding van Hamilcar, zoon van Gisko. 
Net als de Kretenzische boogschutters leverden ze afstandstroepen aan grote mogendheden, die zelf amper afstandstroepen hadden.